# Liste der Nummer-eins-Hits in Mexiko (2002)
| Singles |
| --- |
| - Shakira – Whenever Wherever - 4 Wochen (7. Januar – 3. Februar, insgesamt 9 Wochen) - Kylie Minogue – In Your Eyes - 2 Wochen (4. Februar – 17. Februar) - Shakira – Whenever, Wherever - 4 Wochen (18. Februar – 17. März insgesamt 9 Wochen) - Thalía – Tú y Yo - 1 Woche (18. März – 24. März, insgesamt 3 Wochen) - Shakira – Whenever Wherever - 1 Woche (25. März – 31. März, insgesamt 9 Wochen) - Thalía – Tú y Yo - 1 Woche (1. April – 7. April, insgesamt 3 Wochen) - Garbage – Cherry Lips - 2 Wochen (8. April – 17. April) - Thalía – Tú y Yo - 1 Woche (22. April – 28. April, insgesamt 3 Wochen) - Avril Lavigne – Complicated - 3 Wochen (29. April – 19. Mai, insgesamt 6 Wochen) - Shakira – Underneath Your Clothes - 3 Wochen (20. Mai – 2. Juni, insgesamt 3 Wochen) - Avril Lavigne – Complicated - 2 Wochen (3. Juni – 16. Juni, insgesamt 6 Wochen) - Shakira – Underneath Your Clothes - 1 Woche (17. Juni – 23. Juni, insgesamt 3 Wochen) - Avril Lavigne – Complicated - 1 Woche (24. Juni – 30. Juni, insgesamt 6 Wochen) - Thalía – No Me Enseñaste - 3 Wochen (1. Juli – 21. Juli, insgesamt 4 Wochen) - Las Ketchup – The Ketchup Song (Aserejé) - 1 Woche (22. Juli – 29. Juli, insgesamt 7 Wochen) - Thalía – No Me Enseñaste - 1 Woche (30. Juli – 4. August, insgesamt 4 Wochen) - Las Ketchup – The Ketchup Song - 3 Wochen (5. August – 25. August, insgesamt 7 Wochen) - Maná – Angel de Amor - 1 Woche (26. August – 1. September, insgesamt 3 Wochen) - Jennifer Lopez – Jenny From The Block - 1 Woche (2. September – 8. September) - Las Ketchup – The Ketchup Song - 3 Wochen (9. September – 29. September, insgesamt 7 Wochen) - Maná – Angel de Amor - 2 Wochen (30. September – 13. Oktober, insgesamt 3 Wochen) - Shakira – Que Me Quedes Tú - 4 Wochen (14. Oktober – 10. November) - Enrique Iglesias – Hero - 5 Wochen (11. November – 15. Dezember) - Maná – Eres Mi Religión - 3 Wochen (16. Dezember 2002 – 6. Januar 2003) |